# Liste des bourgmestres de Herstal
 (avril 2025).
 (avril 2025).
La mise en forme du texte ne suit pas les recommandations de Wikipédia : il faut le « wikifier ».
Les points d'amélioration suivants sont les cas les plus fréquents :
- Les titres sont pré-formatés par le logiciel. Ils ne sont ni en capitales, ni en gras.
- Le texte ne doit pas être écrit en capitales (les noms de famille non plus), ni en gras, ni en italique, ni en « petit »…
- Le gras n'est utilisé que pour surligner le titre de l'article dans l'introduction, une seule fois.
- L'italique est rarement utilisé : mots en langue étrangère, titres d'œuvres, noms de bateaux, etc.
- Les citations ne sont pas en italique mais en corps de texte normal. Elles sont entourées par des guillemets français : « et ».
- Les listes à puces sont à éviter, des paragraphes rédigés étant largement préférés. Les tableaux sont à réserver à la présentation de données structurées (résultats, etc.).
- Les appels de note de bas de page (petits chiffres en exposant, introduits par l'outil «  Source ») sont à placer entre la fin de phrase et le point final[comme ça].
- Les liens internes (vers d'autres articles de Wikipédia) sont à choisir avec parcimonie. Créez des liens vers des articles approfondissant le sujet. Les termes génériques sans rapport avec le sujet sont à éviter, ainsi que les répétitions de liens vers un même terme.
- Les liens externes sont à placer uniquement dans une section « Liens externes », à la fin de l'article. Ces liens sont à choisir avec parcimonie suivant les règles définies. Si un lien sert de source à l'article, son insertion dans le texte est à faire par les notes de bas de page.
- La présentation des références doit suivre les conventions bibliographiques. Il est recommandé d'utiliser les modèles {{Ouvrage}}, {{Chapitre}}, {{Article}}, {{Lien web}} et/ou {{Bibliographie}}. Le mode d'édition visuel peut mettre en forme automatiquement les références.
- Insérer une infobox (cadre d'informations à droite) n'est pas obligatoire pour parachever la mise en page.

Pour une aide détaillée, merci de consulter Aide:Wikification.
Si vous pensez que ces points ont été résolus, vous pouvez retirer ce bandeau et améliorer la mise en forme d'un autre article.
 (avril 2025).
Cet article présente la liste des bourgmestres d'Herstal, commune belge de la province de Liège.

## Liste
- 1802-1815 et de 1815 à sa mort en 1829 : Jean-Michel Courard
Premier maire au sens moderne du terme même si formellement son rôle est celui d'exécuteur des ordres du préfet. Son mayorat sera brièvement interrompu en 1815, durant les Cent-Jours. Une rue de Herstal porte son nom.
- 1815 : Jean Lambert Kepenne[1]
- du 27 juin au 25 juillet 1829 : Laurent Jos. Perot échevin faisant fonction.
- du 26 juillet 1829 au 29 octobre 1830 : Jean-Henri Courard[2]
- 1830-1848 : Jean-Lambert Sauveur.
Héros de la révolution belge, il participe au siège de la citadelle de Liège où les troupes hollandaises s'étaient retranchées. C'est durant son mayorat que débute le développement industriel de la commune. Une rue de Herstal porte son nom.
- 1848-1853 : Nicolas Laloux (Parti libéral).
Organisateur né, il s'oppose très vite au bourgmestre Sauveur qu'il finit par remplacer. Il est à l'origine de l'adoption du premier règlement d'ordre intérieur du conseil ainsi que de la publicité des débats et la publication des décrets. C'est lui qui crée les premiers services communaux structurés : service d'entretien de la voirie, unité des sapeurs-pompiers (1848), etc. Il obtint également l'implantation d'une brigade de gendarmerie en renfort de l'unité de police locale. On lui doit, en 1849[3], la construction de l'actuel bâtiment de l'administration communale[4]. La fin de son mandat est obscurcie par une série de lettres anonymes, relayées par la presse, l'accusant de concussion dans l'attribution de marchés publics[5]. Il devient membre de la députation permanente de la province de Liège et doit, le cumul étant interdit, renoncer à son mandat de bourgmestre[6]. Une rue de Herstal porte son nom.
- 1855-mort en 1877 : Léonart Masset (Libéral)
Il poursuit et assoit l'œuvre de son prédécesseur notamment en développant les bases de l'enseignement communal avec la construction des écoles du Centre (1868), Hayeneux (1870), Bellenay (1870) et l'agrandissement de celle de la Préalle. Il ouvre aussi la première bibliothèque publique de la commune.
Il semble avoir joui de son vivant d'un immense prestige. Il favorise l'essor industriel de la commune en organisant une vaste exposition de produits manufacturés dans la mode du temps[7] mais aussi en travaillant au passage du chemin de fer sur le territoire communal. Par contre il échoue dans sa volonté de faire construire un hôpital. Mais c'est également sous son mayorat (en 1869) que le parti libéral herstalien se divise entre le parti des rouges autour du bourgmestre et le parti des bleus (ou des XV) qui siégeait au café dit Closset au bas de l'actuelle rue Richard Heintz[8].
- 1877-1882 : Émile Muraille
Libéral[9], il fait ses premières armes politiques sous le Bourgmestre Masset en se chargeant plus spécialement du développement de l'enseignement communal. Candidat des "rouges" il est élu sans difficulté à la mort de son prédécesseur. Il se montre soucieux de développer le quartier de la Préalle dont il est issu mais ne sait pas faire face aux critiques du groupe des XV concernant sa gestion financière de la commune. il se retire en 1882 sans solliciter le renouvellement de son mandat. Une école communale fondamentale[10] et une rue de Herstal portent son nom.
- 1882-1895 : Hypolite Grégoire
Libéral, issu du groupe des XV[Quoi ?], il axe la campagne électorale sur l'état déficitaire des finances communales. Arrivé au pouvoir, il rétablit rapidement l'équilibre budgétaire en recourant à l'emprunt et se consacre à la promotion de l'hygiène tandis que la commune s'agrandit rapidement. Ce développement le pousse d'ailleurs à créer, en 1892, un bureau des travaux, ancêtre des actuels services de l'urbanisme. Mais il va également commettre une erreur politique majeure lorsqu'il renforça les forces de l'ordre lors des grèves ouvrières de 1886. À la suite de cette attitude jugée excessive par une partie de l'opinion publique et qui heurta la population ouvrière, la Ligue socialiste herstalienne, antenne herstalienne du Parti ouvrier belge (POB), fut fondée le 8 juin 1886 dans un café de la rue Marexhe[11].
- 1896-1897 : Émile Sior, échevin faisant fonction de bourgmestre (POB)[12].
Il est le premier bourgmestre socialiste de Herstal et l'un des fondateurs de la section herstalienne du POB. Il tente d'imposer un plan d'alignement et de nivellement des chemins communaux, rendus nécessaires par le développement constant et anarchique de la localité, mais Hubert Sacré utilise le vote sur la nomination de l'employé censé gérer ce dossier pour bloquer le projet et provoquer la démission de Sior.
- 1897-1898, 1900-1903 & 1926-mort en 1933 : Hubert Sacré (POB)[13]
Échevin ff. de bourgmestre, il favorise l'implantation de l'enseignement technique provincial et d'une école d'infirmières. Il reprend le projet du Bourgmestre Masset de construire un hôpital sur le territoire communal et peine à le mener à bien malgré l'acceptation de la donation de Louis Demeuse[14]. Nommé bourgmestre en 1926, il est à l'origine du premier plan d'égouttage (qui ne sera entrepris qu'en 1933). C'est également sous son mayorat qu'est crée la première crèche communale mais aussi les premières cités de logements sociaux. Une rue et une place de Herstal portent son nom.
- 1898-1899 :Dieudonné Lemaire échevin ff. de bourgmestre (POB).
- 1904-mort en 1912 : Émile Tilman (Libéral)
Les libéraux devenus minoritaires en 1896, Émile Tilman se lance dans une opposition systématique à la majorité et réalise l'union entre les deux courants du libéralisme herstalien[15]. Grâce à cette union, il peut faire vaciller la majorité socialiste pour une législature. C'est en effet la division du parti libéral qui avait provoqué la défaite du bourgmestre Grégoire autant que son impopularité dans les milieux ouvriers à la suite de l'affaire de 1886. À partir des élections de 1907 il doit composer avec une majorité absolue socialiste qui le laisse cependant bourgmestre. Une rue de Herstal porte son nom.
- 1912-1926 & 1934?-mort en 1941 : Michel Duchatto (POB).
Bourgmestre ff. lors du début de la première guerre mondiale, il est retenu comme otage le 13 août 1914 avec Hubert Sacré (alors échevin) et huit autres personnes. Ils sont relâchés le soir même après que la reddition du fort de Pontisse. Durant la guerre il tente de compenser le chômage massif de sa population en entamant une série de travaux publics. Il est le premier bourgmestre socialiste nommé en date du 19 mars 1919. Il sera à l'origine de l'implantation d'un athénée sur le territoire de la commune. Lors de son deuxième mandat, il est emmené en otage par les troupes allemandes d'occupation et meurt, en captivité le 28 octobre 1941, à la citadelle de Huy. Une rue de Herstal porte son nom.
- 1941-? : Thomas Lhoest (POB)
- 1947 - 1970? : Jean Andrien
- 1970?-1982 : Lambert Leroy (Parti socialiste belge- PSB).
Son mayorat est marqué par la Fusion de communes en Belgique, la fermeture des charbonnages et une politique de grands travaux visant à moderniser le centre de la commune mais menée et poursuivie alors même que la crise économique réduit les revenus disponibles. C'est à lui que l'on doit la construction de la piscine communale et de la salle omnisports La Ruche mais aussi la démolition du quartier dit de l'Abattoir (qui demeure à ce jour un terrain vague en contrebas de la piscine communale) et de l'ancienne Maison du Peuple "La Ruche" acquise dix ans plus tôt par l'administration[16]. Jean Andrien, l'ancien bourgmestre, tentera revenir au pouvoir en faisant dissidence en 1982 et en créant, avec certains de ses échevins, la liste Démocratie, Justice et Liberté mais échouera à renverser la majorité communale.
- 1982-1988 : Willy Fayen (Parti socialiste) ; Rassemblement autour du Bourgmestre - RAB).
La volonté du bourgmestre Andrien de revenir, contre l'avis du parti socialiste, menace la majorité absolue de ce dernier qui n'est plus que d'un siège à l'issue du scrutin. Les difficultés budgétaires qui s'amoncellent, compliquent la tâche du nouveau bourgmestre qui ferme la piscine communale, pourtant récemment inaugurée, et assiste à l'enquête sur le secrétaire communal de l'époque, Willy Schouleur, qu'il licencie un peu précipitamment[17]. Ses relations avec le parti socialiste se tendent et il essaye de s'opposer à la montée en puissance du président du Centre public d'action sociale (CPAS), Jean Namotte. Il échoue et est exclu de sa section. Il se tourne alors vers l'opposition et fonde le Rassemblement Autour du Bourgmestre (RAB). La situation financière continue de se dégrader et les autorités de tutelles réagissent en nommant un inspecteur spécial.
Parallèlement la situation économique et sociale se dégrade et l'époque est traversée par les conflits sociaux à la FN Herstal qui se restructure dans la douleur.
- 1988-2006 : Jean Namotte (PS).
 Marquée par l'enquête concernant le secrétaire communal de l'époque et le déséquilibre budgétaire hérité du collège de la décennie précédente, la campagne électorale voit s'opposer le bourgmestre sortant et le président du CPAS (et ancien Inspecteur des écoles) qui a réussi à coaliser les échevins socialistes. C'est ce dernier qui l'emporte et s'empresse de rouvrir la piscine[18]. S'appuyant sur son échevin des finances, Auguste Pinet, il parvient à rétablir l'équilibre budgétaire mais au prix d'une drastique réduction des budgets qui empêche le développement de nouvelles politiques[19]. Sa  popularité lui permet d'être réélu avec une confortable majorité sans modifier sa politique durant les dix-huit années durant lesquelles il exercera la fonction mayorale. Il échoue à finaliser le dossier de rénovation du centre de la commune, dont le déclin s'amplifie, et doit se résoudre à fermer et démolir l'école communale Hayeneux. La campagne électorale de 2000 est dominée par la problématique du traitement des déchets et du tris sélectif de ceux-ci. Les errements de la majorité sur ce dossier favorise l'élection de 2 représentants du Parti du travail de Belgique au conseil communal. Durant sa dernière législature, le Bourgmestre Namotte fait rénover, sur fonds propre, l'école du Champ d'Épreuve (que le conseil communal renomme pour en faire l'école Jean Namotte, et le hall omnisports Émile Muraille dans le quartier de la Préalle. Il laisse à son successeur une situation financière ambigüe se caractérisant par la quasi absence d'endettement public mais aussi par la faiblesse des ressources propres malgré un haut taux de taxation et une situation sociale catastrophique (mais qui permettra à son successeur d'obtenir d'importants subsides afin de développer un Plan de Cohésion Sociale). Le  nouvel échevin des finances[20] peut d'ailleurs inscrire la commune dans le cadre du plan Tonus destiné à aider les communes wallonnes en difficultés . Une école fondamentale porte son nom.
- depuis 2006 : Frédéric Daerden (PS).
 Originaire d'Ans, il bénéficie du soutien du bourgmestre Namotte qui l'impose au PS herstalien. À la fin de son premier mandat au sein du conseil communal, où il exerce la fonction d'échevin des Finances, le bourgmestre en place lui cède le mayorat et il obtient la tête de la liste socialiste[21]. Il doit cependant faire face à l'opposition larvée de l'échevin des travaux Léon Campstein qui refusera malgré tout de rejoindre les partis d'opposition.  La campagne électorale 2006 va d'ailleurs être marquée par l'affrontement entre partisans et adversaires de Frédéric Daerden. Finalement, c'est cependant ce dernier qui l'emporte. Réélu en octobre 2006, Frédéric Daerden s'empresse de s'allier avec la principale formation d'opposition, EPH, ce qui lui permet de bénéficier d'une majorité de 25 conseillers sur 33. Profitant de l'absence d'endettement de la ville, héritée des mandatures précédentes, il lance une série de chantiers inspirés de l'exemple ansois et visant à moderniser l'image de la commune (programme de rénovation urbaine, nouveau bâtiment administratif, rénovation/construction de halls omnisports). La situation socio-économique de la ville de Herstal, lui permet d'obtenir des subsides européens dans le cadre du programme Feder.

Il est réélu en 2012 avec 5657 voix de préférences.